# Aloeides dentatis
Aloeides dentatis е вид пеперуда от семейство Синевки (Lycaenidae). Видът е уязвим и сериозно застрашен от изчезване.

## Разпространение
Разпространен е в Лесото и Южна Африка (Гаутенг, Мпумаланга и Фрайстат).